# Route nationale 370
Die Route nationale 370, kurz N 370 oder RN 370, war eine französische Nationalstraße.
Die Nationalstraße wurde im Jahr 1933 bei der Netzverdichtung festgelegt.
Der Streckenverlauf führte in drei Teilen von Domont nach Neuilly-sur-Marne.
Die Gesamtlänge betrug 28 Kilometer. Zwischen der N2bis und N3 wurde sie auf eine neue Führung gelegt. Dabei wurde der größte Teil der alten Trasse zur D44. Die neue Trasse ist seit 2006 die RNIL370.
Im Jahr 1978 wurde die Strecke bis nach Noisy-le-Grand verlängert. Die erfolgte über die Gc 194, Gc75 und Gc51 (Straßennummerierung Stand 1940) bis zur N303 an der Grenze zu Émerainville-Malnoue. Dabei wuchs die Länge auf 35 Kilometer.
Im Jahr 1998 erfolgte die Herabstufung des Abschnittes zwischen Domont und Aulnay-sous-Bois, 2006 dann die komplette Abstufung zu unterschiedlichen Département-Straßen.